# Mikko Husu
Mikko Husu (ur. 30 września 1905 w Kuusankoski, zm. 13 czerwca 1977) – fiński biegacz narciarski, złoty medalista mistrzostw świata.

## Kariera
W 1935 roku wystartował na mistrzostwach świata w Wysokich Tatrach. Osiągnął tam największy sukces w swojej karierze wspólnie z Klaesem Karppinenem, Väinö Liikkanenem i Sulo Nurmelą zdobywając złoty medal w sztafecie 4x10 km. Na tych samych mistrzostwach zajął także czwarte miejsce w biegu na 18 km, przegrywając walkę o brązowy medal z Trygve Brodahlem z Norwegii. Startował także na mistrzostwach świata w Lahti, gdzie zajął 58. miejsce w biegu na 18 km. Nigdy nie startował na igrzyskach olimpijskich.

## Osiągnięcia

### Mistrzostwa świata
| Miejsce | Dzień     | Rok  | Miejscowość   | Konkurencja             | Czas biegu | Strata | Zwycięzca         |
| ------- | --------- | ---- | ------------- | ----------------------- | ---------- | ------ | ----------------- |
| 4.      | 17 lutego | 1935 | Wysokie Tatry | 50 km stylem klasycznym | 4:14:23    | +19:37 | Nils-Joel Englund |
| 1.      | 18 lutego | 1935 | Wysokie Tatry | Sztafeta 4x10 km        | 2:42:30    | -      | -                 |
| 58.     | 25 lutego | 1938 | Lahti         | 18 stylem klasycznym    | 1:09:37    | +6:41  | Pauli Pitkänen    |